# Nona Hendryx

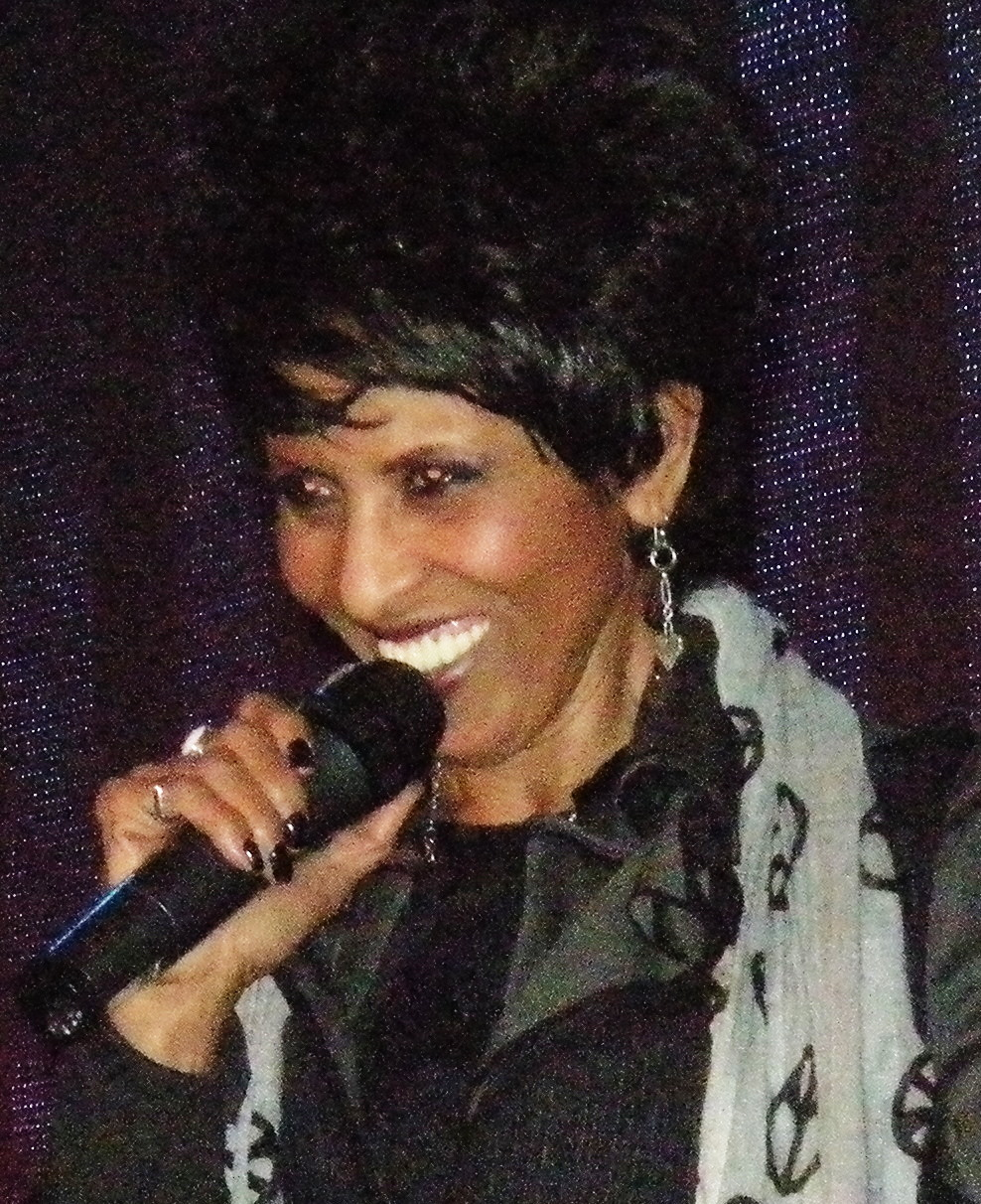
Nona Hendryx (2009)

Nona Hendryx (* 9. Oktober 1944 in Trenton, New Jersey) ist eine US-amerikanische Sängerin und Songschreiberin, die von 1961 bis 1977 Mitglied der Gruppe Labelle war. Mit dem Disco-Funk-Song Lady Marmalade hatte das Trio 1975 einen Welthit, der unter anderem Platz eins der US-Single-Charts erreichte.

## Karriere
Nach dem Ende des Trios startete Hendryx eine Solokarriere. Ihr 1977 auf Epic veröffentlichtes Rock-Album Nona Hendryx war ein kommerzieller Misserfolg. Es sollte sechs Jahre dauern, bis sie bei RCA mit drei zwischen Synthiepop, New Wave und R&B angesiedelten Alben ihren kommerziellen Höhepunkt als Solistin erlebte. Mit Keep It Confidential (1983) und Why Should I Cry? (1987) hatte sie zwei kleinere Hits in den US-Charts. Why Should I Cry? war darüber hinaus ein Top-10-Erfolg in den R&B- und Dance-Charts. Das Lied Sweat (Going Through the Motions) wurde für den Soundtrack zum Film Perfect mit John Travolta und Jamie Lee Curtis übernommen und als Single veröffentlicht. Insgesamt veröffentlichte Hendryx acht Studioalben und arbeitete über die Jahre mit Musikern wie Prince, Peter Gabriel, Talking Heads, Laurie Anderson, Bono oder Cameo zusammen. 1985 wurde sie für Rock This House aus dem Album The Heat, mit Keith Richards von den Rolling Stones an der Gitarre, für einen Grammy für die beste weibliche Rock-Gesangsdarbietung nominiert.
1987 nahm Hendryx mit Keyboards und Gesang von Peter Gabriel das Lied Winds Of Change (Mandela To Mandela) auf, das auf dem Album Female Trouble veröffentlicht wurde. 1992 entstand zusammen mit Billy Vera das Soul-Album You Have to Cry Sometime. 1996 war Hendryx für das Lied Children of the World aus dem Zeichentrickfilm People: A Musical Celebration für den Emmy nominiert.
2008 kam es für das Album Back to Now auf Verve, das erste seit 32 Jahren, zur Reunion von Labelle. Am 19. Dezember 2008 trat das Trio im New Yorker Apollo Theater auf. Im August 2012 traten Hendryx und Dash als Duo im Rahmen der Veranstaltung The Triple Goddess Twilight Revue: Celebrating the Music of Laura Nyro mit vier Liedern auf.
Hendryx schrieb über die Jahre auch immer wieder Lieder für Filme, zuletzt unter anderem für Precious – Das Leben ist kostbar (2009), The Paperboy (2012) und The Glorias (2020).
2017 veröffentlichte Hendryx zusammen mit Gary Lucas das Album The World of Captain Beefheart.

## Diskografie

### Studioalben
| Jahr | Titel              | Höchstplatzierung, Gesamtwochen, AuszeichnungChartsChartplatzierungen (Jahr, Titel, Platzierungen, Wochen, Auszeichnungen, Anmerkungen) | Anmerkungen |
| Jahr | Titel              | US | Anmerkungen |
| ---- | ------------------ | --- | ----------- |
| 1983 | Nona               | US83 (19 Wo.)US | RCA         |
| 1984 | The Art of Defense | US167 (6 Wo.)US | RCA         |
| 1987 | Female Trouble     | US96 (13 Wo.)US | EMI America |

Weitere Alben
- 1977: Nona Hendryx (Epic)
- 1985: The Heat (RCA)
- 1989: Skindiver (Private Music)

### Singles
| Jahr | Titel Album                      | Höchstplatzierung, Gesamtwochen, AuszeichnungChartplatzierungen (Jahr, Titel, Album, Platzierungen, Wochen, Auszeichnungen, Anmerkungen) | Höchstplatzierung, Gesamtwochen, AuszeichnungChartplatzierungen (Jahr, Titel, Album, Platzierungen, Wochen, Auszeichnungen, Anmerkungen) | Anmerkungen |
| Jahr | Titel Album                      | UK | US | Anmerkungen |
| ---- | -------------------------------- | --- | --- | ----------- |
| 1983 | Keep It Confidential Nona        | — | US91 (3 Wo.)US |             |
| 1987 | Why Should I Cry? Female Trouble | UK60 (2 Wo.)UK | US58 (9 Wo.)US |             |